# Tetraloniella vandykei
Tetraloniella vandykei är en biart som beskrevs av Laberge 2001. Tetraloniella vandykei ingår i släktet Tetraloniella och familjen långtungebin. Inga underarter finns listade i Catalogue of Life.